# Oxygene: New Master Recording
Oxygène: New Master Recording es un álbum de Jean Michel Jarre publicado en 2007, marcando el trigésimo aniversario del lanzamiento a nivel mundial de su álbum más famoso Oxygène. Es el decimocuarto álbum de estudio de Jarre, pero el primero en publicarse con el sello discográfico EMI.

## Ediciones
El álbum fue lanzado en tres diferentes formatos: un disco musical con audio 5.1 que incluía la remasterización digital de Oxygène, un CD y un DVD en 2D que incluye la edición especial de Oxygène - Live in your Living Room, y una edición limitada de un CD y un DVD 3D que también incluye la edición especial de Oxygène - Live in your Living Room, que además incluía dos pares de lentes 3D para visualizar la exclusiva galería 3D presente en el DVD.

## Premier
Para promocionar el lanzamiento, Jarre conformó una serie de diez conciertos en vivo presentando Oxygène en Paris, esto ha sido en el Theâtre Marigny, desde el 12 de diciembre hasta el 26 de diciembre de 2007.
Jarre se presentó durante 90 minutos haciendo una completa presentación de Oxygène, incluso con nuevos temas en torno al álbum, utilizando  sintetizadores analógicos propios de la época de composición del álbum en cuestión siendo asistido en el escenario por los músicos franceses Francis Rimbert, Claude Samard, y Dominique Perrier.

## Instrumentos
ARP 2600, EMS VCS 3, EMS Synthi AKS, Eminent 310, Moog 55, Mellotron, ARP 2500, Moog Liberation, Digisequencer, Theremín, RMI Harmonic Synthesizer.

## Carátula
Originalmente la carátula del álbum fue la inspiración de Jarre para realizar su composición. Se le entregó la pintura como obsequio por parte de Charlotte Rampling, quien se convertiría posteriormente en su esposa; de ahí Jarre obtuvo la autorización y permisos necesarios para su utilización como carátula.

La imagen de la carátula muestra a la Tierra desmembrándose dejando a la vista una calavera. Ésta ilustración fue creada por el artista Michel Granger.
En ésta nueva grabación del álbum se le aplicaron ligeros cambios a la creación de Granger.
Giovanni Bourgeois se encargó de hacer la adaptación al formato 3D de la carátula.

## Lista de canciones
| N° | Tema               | Duración |
| -- | ------------------ | -------- |
| 1. | "Oxygene (Part 1)" | 7:39     |
| 2. | "Oxygene (Part 2)" | 7:54     |
| 3. | "Oxygene (Part 3)" | 3:06     |
| 4. | "Oxygene (Part 4)" | 4:13     |
| 5. | "Oxygene (Part 5)" | 10:11    |
| 6. | "Oxygene (Part 6)" | 7:05     |

## DVD
| DVD Live In Your Living Room 2D |                            |       |          |  |
| N.º                             | Título                     | Autor | Duración |  |
| 1.                              | «Prelude (Nuevo Tema)»     | Jarre | 5:39     |  |
| 2.                              | «Oxygene (Part 1)»         | Jarre | 6:59     |  |
| 3.                              | «Oxygene (Part 2)»         | Jarre | 6:48     |  |
| 4.                              | «Oxygene (Part 3)»         | Jarre | 4:53     |  |
| 5.                              | «Variation 1 (Nuevo Tema)» | Jarre | 3:38     |  |
| 6.                              | «Oxygene (Part 4)»         | Jarre | 5:26     |  |
| 7.                              | «Variation 2 (Nuevo Tema)» | Jarre | 3:26     |  |
| 8.                              | «Oxygene (Part 5)»         | Jarre | 9:55     |  |
| 9.                              | «Variation 3 (Nuevo Tema)» | Jarre | 4:19     |  |
| 10.                             | «Oxygene (Part 6)»         | Jarre | 6:34     |  |
| 11.                             | «The Making Of»            | Jarre | 11:30    |  |
| 12.                             | «Instruments Presentation» | Jarre | 7:05     |  |

| DVD Live In Your Living Room 3D |                            |       |          |  |
| N.º                             | Título                     | Autor | Duración |  |
| 1.                              | «Prelude (Nuevo Tema)»     | Jarre | 5:39     |  |
| 2.                              | «Oxygene (Part 1)»         | Jarre | 6:59     |  |
| 3.                              | «Oxygene (Part 2)»         | Jarre | 6:48     |  |
| 4.                              | «Oxygene (Part 3)»         | Jarre | 4:53     |  |
| 5.                              | «Variation 1 (Nuevo Tema)» | Jarre | 3:38     |  |
| 6.                              | «Oxygene (Part 4)»         | Jarre | 5:26     |  |
| 7.                              | «Variation 2 (Nuevo Tema)» | Jarre | 3:26     |  |
| 8.                              | «Oxygene (Part 5)»         | Jarre | 9:55     |  |
| 9.                              | «Variation 3 (Nuevo Tema)» | Jarre | 4:19     |  |
| 10.                             | «Oxygene (Part 6)»         | Jarre | 6:34     |  |
| 11.                             | «The Making Of»            | Jarre | 11:30    |  |
| 12.                             | «Instruments Presentation» | Jarre | 7:05     |  |
| 13.                             | «3D Gallery»               | Jarre | 0:00     |  |